# Динамо (Рига)
Хокейний клуб «Динамо» — хокейний клуб з м. Риги, Латвія. Заснований у 1946 році; відроджений у 2008 році. До 2022 року виступав у Континентальній хокейній лізі.
Найкраще досягнення у чемпіонатах країни на вищому рівні — 8-е місце (2010).
Домашні матчі проводить у спортивному комплексі «Арена Рига» (10300). Кольори клубу: бордовий, білий і срібний.

## Досягнення
- Володар Кубка латвійських залізниць (2009).
- Бронзовий призер Кубка президента Казахстану (2010).
- Срібний призер Кубка латвійських залізниць (2010).
- Срібний призер Кубка «Етеля-Саймаа» («Etelä-Saimaa» Turnaus) (2011).
- Бронзовий призер Кубка латвійських залізниць (2011).
- Бронзовий призер «Open Donbass Cup» (2011)